# Lugađija (Peć)
Pour les articles homonymes, voir Lugađija (Đakovica).
Llugagji en albanais et Lugađija en serbe latin (en serbe cyrillique : Лугађија) est une localité du Kosovo située dans la commune/municipalité de Pejë/Peć et dans le district de Pejë/Peć. Selon le recensement kosovar de 2011, elle compte 702 habitants, tous albanais.
Le village est également connu sous le nom albanais de Llugaxhi.

## Démographie

### Évolution historique de la population dans la localité
| 1948 | 1953 | 1961 | 1971 | 1981 | 1991 | 2011 |
| ---- | ---- | ---- | ---- | ---- | ---- | ---- |
| 179  | 183  | 186  | 226  | 277  | 223  | 702  |

|  |